# クイズところ変れば!?
『クイズところ変れば!?』（クイズところかわれば）は、テレビ東京系列局ほかで放送されたテレビ東京製作のクイズ番組である。製作局のテレビ東京では1987年7月3日から2000年12月22日まで、毎週金曜 20時00分 - 20時54分に放送（一時期は19時54分から放送）。BSジャパンでは2000年12月から約2カ月遅れで放送された。

## 概要
日本全国の温泉やグルメ情報、ユニークな物や風習などからクイズを出題。改編期の2時間スペシャルでは日本国外での取材も行われた。
問題VTRはナレーター自身が旅行しているという設定の視点（いわゆる「主観映像」と呼ばれる手法）で撮影されていた。このため、登場する素人達は全員カメラに向かって話しかける演技をしていた。また、食事の場面も箸を持つ手だけが画面の下から伸びた。
エンディングでは「珍問に奇問に大疑問」（女性アシスタント）「解ければたのしパラダイス」（山口良一）というセリフがおなじみだった。
『クイズ地球まるかじり!』と共に、1980年代後半から1990年代にかけて放送されたテレビ東京の看板クイズ番組の1つでもあった。
TXN系列全国ネット分のセールスの買い切りは「クイズ地球まるかじり!」と同じ東急エージェンシーが全枠担当したが、1994年4月からは東急エージェンシーのセールス枠が縮小し一部オープンセールスへ移行。

## 構成
書き問題が2問（初期は3問・そのうち1問は3択クイズ）と早押し問題が2問、ラストクイズ『スペシャル・○○講座』の計5問を出題（初期は6問）。早押し問題では正解すると名産品プレゼントの獲得やVTRに登場した料理が食べられたり、賞金や豪華賞品を懸けたゲームも行われた。前半は1人がルーレットを回し、もう1人がボタンを押して複数あるルーレットの針(赤ランプ)の中から有効となる針を決定する「夢のルーレットチャンス」、飛び出すカラーボールを指定された容器でキャッチして賞品を決定する「爆裂!ところ温泉」のちに「爆裂!ところ温泉2」に改題リニューアル、後半は黒ひげ危機一発風の4つの穴の中の2つのハズレを避けて短剣を2本刺す「短剣ゲーム」、3×3のマスの中心のポールのいずれかに輪を入れて賞品を決定する「輪投げゲーム」、制限時間内に2つのレバーによる操作で3×3の穴のいずれかにボールを入れて賞品を決定する「運命のバランスボールゲーム」、ダーツに挑戦する「夢中にダーツ」などのゲームに挑戦する権利が与えられた。これらのゲームは他の解答者や司会者、視聴者にもプレゼントのチャンスがめぐってくることもあった。また、早押し問題はハンマーでボタンを叩かなければならない（テレビ朝日の『100万円クイズハンター』のようなもの）など、独創性あふれたユニークなクイズ番組でもあった。
後に書き問題のうち1問（初期は2問）は必ず絵を描かなければいけないという暗黙ルールが設けられたが、解答者にとっては画力勝負の場であり絵の上手い下手や出来ばえを競いあったため、個性的で独創性まみれで妄想感ましましのユーモアあふれるユニークな絵が連発した。暗黙ルールの内容は絵は必ず黒一色で描くことと色を塗ってはいけないことだった。
クイズの基本ルールは1問正解につき1点、ラストクイズは3点であり、全問正解を達成すると「世界一周旅行」獲得となっていた。ただ早押し問題があるため、全問正解してパーフェクトを達成するのはかなり難しく、達成者は少なく至難の業であった。アシスタントが細川時代には、番組のテーマにちなんだお土産品を司会者の独断でパネラーにプレゼントする、ふーみん賞や良一賞もあった。
1999年4月放送分よりラストクイズが書き問題から早押しの映像問題に変わる。映像3ヒントクイズで、最初のヒントで正解すると3点、以下2点、1点と減っていく。また解答権は1回のみで、この問題の時だけ、不正解時にブザーを鳴らすと同時に「×」のテロップを出していた。但し、このルールとなる以前にも1988年から1989年頃にかけての最終問題では最初は解答権1回のみの全員早押しで出題し、全員が間違えるか制限時間内に正解が出ない場合のみ全員参加の書き問題に変更して決着をつけていた事があった。
クイズの出題時、司会者は書き問題の場合、司会者席に立ち、「お答えは絵で（絵と言葉で）描いて頂きましょう。それではどうぞ!（2人・暗黙ルール設定時）」や「それではカンを働かせてもらいましょう。どうぞ!（2人）」と言った後シンキングタイムに突入する。シンキングタイム明けになると「それではお答えを出してください。どうぞ!（2人）」と言った後、答えを書いたフリップ（書き問題の場合は絵が描かれているフリップ（暗黙ルール設定時）、3択クイズの場合は選択肢が記入してあるフリップ）を一斉に前に出してから解答が始まる。ただし、ラストクイズのみは得点が高い解答者（チーム）から順に解答を始める。また、同点の解答者（チーム）がいる場合には前述と同様に「お答えを出してください。どうぞ!」と言った後、答えを書いたフリップを一斉に前に出す。早押し問題の場合は司会者が解答者席の前に立ち、「早押しでまいります。分かった方からボタンをどうぞ!」と言った後、解答が始まる。ランプのついた解答者席の前に立って答えを聞き、司会者が解答を復唱後にチャイムやブザーを鳴らし、正解か不正解を判定する。
正解VTRの後、正解した解答者席の電飾とともにポイントの点数（●）が点滅する（1999年4月から最終回までは♡マーク）。また、全ての問題が終了し、今週のトップ賞の解答者の発表とともにトップ賞のBGMが流れると同時にトップ賞の解答者のみ解答者席の電飾と獲得したポイントの点数全てが点滅する。なお、正解・不正解に関わらず、BGMは一切流さず、スタジオの拍手のみであった。
解答者席は5つあり、解答者席正面から見た場合、右端から1枠、2枠の順となる。解答者は、放送開始から中期までは1人ずつの個人戦。中期から最終回および前期スペシャルは男女2人1組のペアによるチーム対抗戦。
中期以降は、早押し問題の解答などの途中でCMが入ったり、同点でトップ賞が2組以上いた場合には、ジャンケンやトランプゲーム（トランプのカードを引くゲームで、大きい数字のカードを引いたチームがトップ賞の賞品を獲得できる）でトップ賞の賞品獲得者を決めたりしていた。
1年おきにスタジオセットが変わっていた（4月の1回目の放送から更新）。中期以降から、番組のタイトルロゴや「トップ賞」のテロップがCG化された。

## 番組の終焉とその後
2000年12月22日の放送をもって14年の歴史に幕を閉じた。最終回では早押し問題は無く、全問3択の書き問題ばかりの3択スペシャルとして放送され、エンディングには番組のスタッフ陣が全員スタジオに飛び出すというシーンもあった。
その後、2001年12月29日にスペシャル版として1夜限りの復活版を放送した後、2014年3月2日に『50年のモヤモヤ映像大放出! この手の番組初めてやりますSP』で当番組の名場面VTRを放送した。

## 出演者

### 司会
- 山口良一（番組開始から終了まで担当）

### アシスタント
- 斉藤慶子（1987年7月 - 1993年6月）
- 細川ふみえ（1993年7月 - 2000年3月）[注 2]
- 新山千春（2000年4月 - 2000年12月）
- 遠藤久美子（2001年のスペシャル版のみ）

### レギュラー解答者
- 中村泰士
- 目黒祐樹
- 山瀬まみ
- 小野ヤスシ
- 池田裕子
- 松金よね子
- 山田雅人
- ポール牧
- 地井武男（1994年4月 - 2000年12月）
- 柳沢慎吾（1993年3月 - 2000年12月）
- 網浜直子（1995年7月 - 1996年11月）
- 大桃美代子（2000年4月 - 2000年12月）
- 島崎和歌子（2000年4月 - 2000年12月）
- 酒井彩名（2000年4月 - 2000年12月）

### ゲスト解答者
- 林家こぶ平（現・林家正蔵）
- 船越栄一郎（現・船越英一郎）
- ルー大柴
- 小牧ユカ
- 清水國明
- 風見しんご
- 掛布雅之
- チャック・ウィルソン
- 森末慎二
- 八木橋修
- 加藤博一
- 赤星昇一郎
- 熊谷真実
- 河合奈保子
- 朝加真由美
- 瀬川瑛子
- 三沢あけみ
- 堀内孝雄
- 竜雷太
- 奈美悦子
- 斉藤満喜子
- 内海好江
- 清水ミチコ

ほか

### ナレーター
- 広川太一郎（放送開始 - 1993年中期）
- 大沢悠里（1993年後期 - 番組終了）
- 石丸博也（大沢の代役）

## スタッフ
エンディングでのスタッフロールは、前期では出演者 → スタッフの順に表示していたが、後期ではスタッフのみを表示していた。
- 構成：井上きよたか、内海譲司、尾関恩、李文子、仲宗根ゆうこ、山賀淳子
- 出題：ミニコミネット → ノマド（旧・オフィス文）、CUBE
- 音楽：神崎ひさあき、高村周作
- ディレクター：多田暁 、中尾哲郎、橋本かおり、都築博、山崎圭介、久保田敦、三沢大助
- プロデューサー：犬飼佳春 → 田中康則（一時期はディレクターも兼務していた） → 深谷守
- 制作協力：武市プロダクション、ZIPPY、共同テレビジョン（2時間スペシャル時のみ） - スタッフロールのクレジットでは、「取材ディレクター」あるいは「取材」表記。
- 製作著作：テレビ東京

## ネット局
系列は放送終了時のもの。なお、テレビ東京系列・独立UHF局以外の放送局は全て遅れネットもしくは不定期放送だった。
| 放送対象地域  | 放送局         | 系列           | 備考 |
| ------------- | -------------- | -------------- | --- |
| 関東広域圏    | テレビ東京     | テレビ東京系列 | 制作局 |
| 北海道        | テレビ北海道   | テレビ東京系列 | 1989年10月開局から                                                                                                   |
| 青森県        | 青森テレビ     | TBS系列        | [ 注 4 ] |
| 青森県        | 青森朝日放送   | テレビ朝日系列 | 青森テレビから放映権移行                                                                                             |
| 岩手県        | IBC岩手放送    | TBS系列        | 1998年9月打ち切り |
| 宮城県        | ミヤギテレビ   | 日本テレビ系列 | [ 注 7 ] |
| 宮城県        | 東日本放送     | テレビ朝日系列 | [ 注 7 ] |
| 宮城県        | 東北放送       | TBS系列        | |
| 秋田県        | 秋田放送       | 日本テレビ系列 | |
| 山形県        | テレビユー山形 | TBS系列        | |
| 福島県        | 福島テレビ     | フジテレビ系列 | |
| 福島県        | テレビユー福島 | TBS系列        | 福島テレビから放映権移行、日曜 10:00 - 10:54                                                                         |
| 新潟県        | 新潟総合テレビ | フジテレビ系列 | |
| 長野県        | 長野放送       | フジテレビ系列 | 日曜 15:00 - 15:54                                                                                                   |
| 静岡県        | テレビ静岡     | フジテレビ系列 | |
| 静岡県        | 静岡朝日テレビ | テレビ朝日系列 | テレビ静岡から放映権移行                                                                                             |
| 富山県        | 富山テレビ     | フジテレビ系列 | 1989年時点で日曜 15:00 - 16:00にて放送 1989年3月26日に一旦打ち切るも、 1990年9月29日に土曜 12:00 - 12:55にて放送再開 |
| 石川県        | 石川テレビ     | フジテレビ系列 | |
| 愛知県        | テレビ愛知     | テレビ東京系列 | |
| 岐阜県        | 岐阜放送       | 独立UHF局      | |
| 三重県        | 三重テレビ     | 独立UHF局      | |
| 大阪府        | テレビ大阪     | テレビ東京系列 | |
| 滋賀県        | びわ湖放送     | 独立UHF局      | |
| 奈良県        | 奈良テレビ     | 独立UHF局      | |
| 和歌山県      | テレビ和歌山   | 独立UHF局      | |
| 島根県 鳥取県 | 日本海テレビ   | 日本テレビ系列 | |
| 広島県        | テレビ新広島   | フジテレビ系列 | |
| 山口県        | 山口放送       | 日本テレビ系列 | [ 注 10 ] |
| 山口県        | 山口朝日放送   | テレビ朝日系列 | 山口放送から放映権移行                                                                                               |
| 香川県 岡山県 | テレビせとうち | テレビ東京系列 | |
| 愛媛県        | テレビ愛媛     | フジテレビ系列 | |
| 高知県        | テレビ高知     | TBS系列        | 一時期のみ |
| 福岡県        | RKB毎日放送    | TBS系列        | 1990年3月打ち切り |
| 福岡県        | TXN九州        | テレビ東京系列 | 1991年4月開局から |
| 長崎県        | 長崎放送       | TBS系列        | |
| 長崎県        | 長崎文化放送   | テレビ朝日系列 | 長崎放送から放映権移行                                                                                               |
| 熊本県        | 熊本放送       | TBS系列        | |
| 大分県        | 大分朝日放送   | テレビ朝日系列 | |
| 鹿児島県      | 鹿児島テレビ   | フジテレビ系列 | |
| 沖縄県        | 琉球朝日放送   | テレビ朝日系列 | |